# 彭博終端機

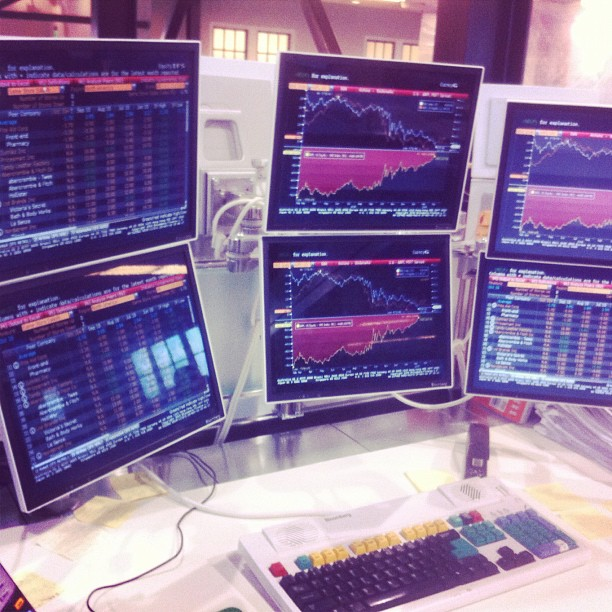
一个具有多螢幕的彭博终端

彭博終端機（Bloomberg Terminal （页面存档备份，存于）），是金融数据供应商彭博有限合夥企業推出的一套電腦软體，向金融领域的专业人士提供“彭博专业服务（Bloomberg Professional Service）”以获取即时金融市场数据、新闻、研究和相关分析服务，同时能透过电子交易平台开展交易。彭博終端機还提供风险管理、合规和投资组合分析等功能，帮助用户监控和管理多资产类别的风险。

## 历史

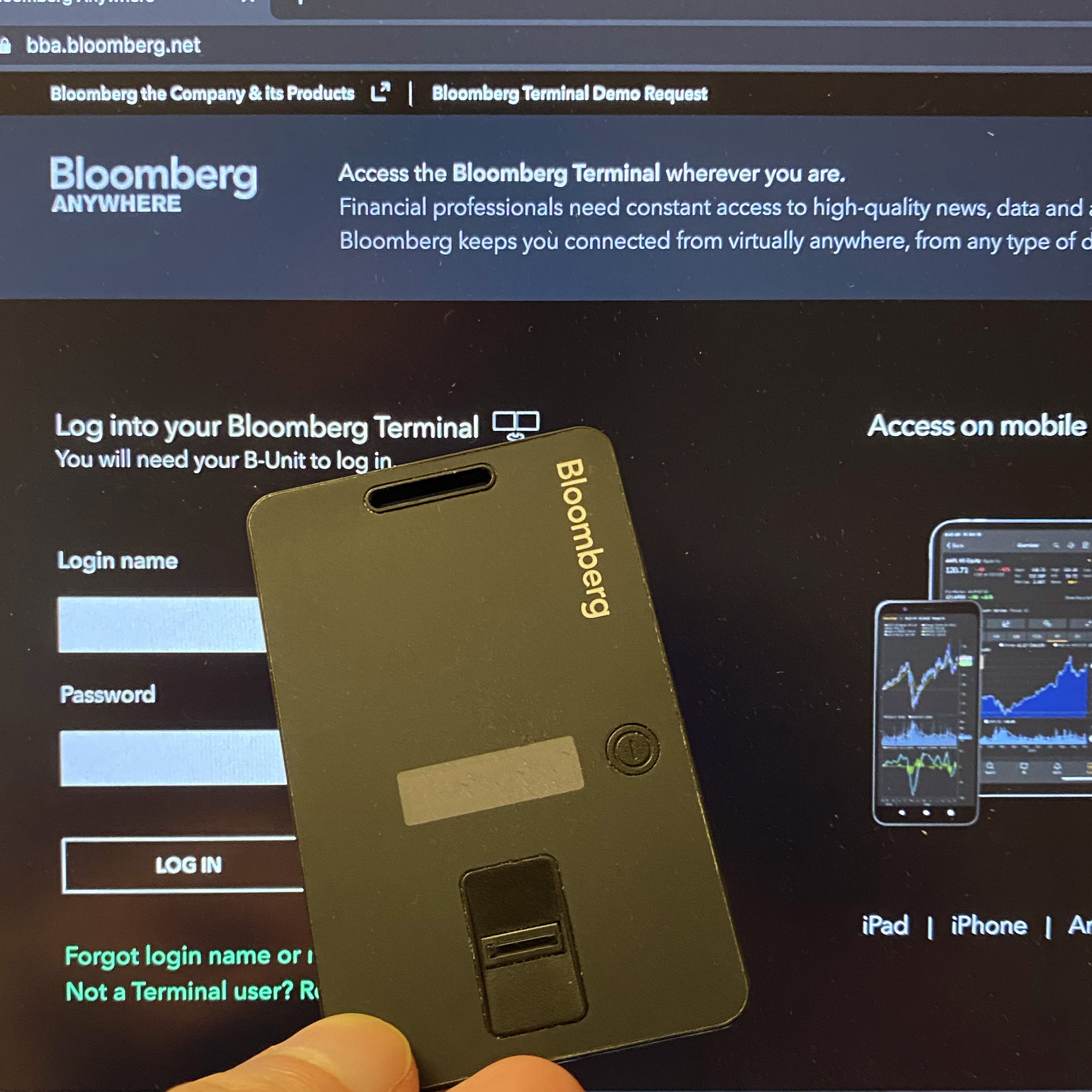
通过便携式的指纹识别器，用户可以在任意电脑上远程连接彭博终端服务

1982年12月面世，该软件还提供金融周边服务，例如彭博新闻、彭博电台等，也内置一套专用的电子邮件和即时信息平台，方便使用终端的不同用户进行交流。它甚至还内置一个类似Yelp的餐馆找寻小程序和航班查询工具等，满足金融界人士办公室外的一些需求。彭博终端还以其黑色背景的陈旧用户界面知名，虽然可能已不适应如今的潮流，但是已经成为金融界最容易识别的标志之一。
彭博終端的租金是每年每位使用者兩萬美元起，全世界有30萬台，此租金是彭博企業的主要收入來源。